# ملینگن
مهلینگن (به آلمانی: Mehlingen) یک شهر در آلمان است که در کایزرسلاوترن واقع شده‌است. مهلینگن ۳٬۸۸۸ نفر جمعیت دارد.